# Нургалиев, Анвар Марварович
Анвар Марварович Нургалиев (тат. Әнвәр Мәрвәр улы Нургалиев, 28 января 1974, дер. Аврюзтамак, Альшеевский район, БАССР, СССР, РСФСР) — башкирский и татарский эстрадный певец. Заслуженный артист Республики Татарстан, народный артист Республики Башкортостан.

## Биография
Родился 28 января 1974 года в деревне Аврюзтамак Альшеевского района в творческой семье. Отец Марвар и мать Насима пели, также отец играл на баяне. Родной брат тоже пел, играл на музыкальных инструментах. 
Учился изначально в русской школе своего села, затем стал получать знания в татарской школе, а позже обучался в Уфимском училище искусств. В своё время проходил службу в Советской армии. Поступал Нургалиев в Уфимскую Государственную Академию Искусств по специальности «оперный певец» (с 2015 года — Уфимский государственный институт искусств имени Загира Исмагилова). После третьего курса данного заведения перевёлся на второе отделение и окончил академию по специальности «Камерный певец».
В 2024 году вошёл в состав совета при главе Республики Башкортостан по вопросам культуры и искусства.

## Личная жизнь

### Семья
- Женат, супруга — Ирина. Есть двое детей, сын: Рафаэль и дочь: Элина[5]
- Мать — Насима (ум.), отец — Марвар (ум.), был родной брат (ум.)[5].

## Состояние здоровья
- В 2024 году стало известно о том, что мужчина был доставлен на скорой помощи в больницу, где его  обследовали в кардиологическом центре Уфы и диагностировали предынфарктное состояние. Врачи в свою очередь произвели Нургалиеву  стентирование, а также запретили серьёзные нагрузки в дальнейшем[7].

## Звания и награды

### Звания
- Заслуженный артист Республики Татарстан (2021)[2].
- Народный артист Республики Башкортостан (2021)[3][4].

### Достижения
- 2020 — Музыкальная премия татарского телеканала «ТМТВ». Номинация «Певец года», победа[8].

## Дискография
- За время своей сольной карьеры выпустил 8 аудио- и 7 видеоальбомов. Первый – в 2016 году, второй – в 2017 году[9].